# Chilodes sericea
Chilodes sericea är en fjärilsart som beskrevs av Curtis 1828. Chilodes sericea ingår i släktet Chilodes och familjen nattflyn. Inga underarter finns listade i Catalogue of Life.